# Newdegate
Newdegate är en ort i Australien. Den ligger i kommunen Lake Grace och delstaten Western Australia, omkring 320 kilometer sydost om delstatshuvudstaden Perth. Den ligger vid sjön Lake Stubbs.
Trakten runt Newdegate är nära nog obefolkad, med mindre än två invånare per kvadratkilometer.. Det finns inga andra samhällen i närheten. 
Trakten runt Newdegate består till största delen av jordbruksmark. Genomsnittlig årsnederbörd är 491 millimeter. Den regnigaste månaden är juli, med i genomsnitt 64 mm nederbörd, och den torraste är februari, med 14 mm nederbörd.